# Matelea sagittifolia
Matelea sagittifolia là một loài thực vật có hoa trong họ La bố ma. Loài này được (A. Gray) Woodson ex Shinners mô tả khoa học đầu tiên năm 1964.